# Kultura Komsa
Kultura Komsa (od góry Komsa w północnej Norwegii), zwana niekiedy Kulturą Finnmark (norweski okręg administracyjny o tej nazwie). Początki tej kultury wiążą się z ekspansją na północ Kultury Fosna, czemu sprzyjało ocieplenie klimatu na początku holocenu (ok. 9 000 B.C.) nie bez wpływu na jej genezę były grupy z terenu Niżu Rosyjskiego oraz grupy post-Świderskie. W datowaniu jej początków bywają spore rozbieżności, natomiast jej trwanie niekiedy przeciąga się do 2000 r. p.n.e.
Na stanowiskach tej kultury występują m.in.: masywne ostrza trzoneczkowate, tylczaki lancetowate, ciosaki, gładzone siekiero-dłuta oraz skośne trapezy.